# Bryum mesodon
Bryum mesodon là một loài rêu trong họ Bryaceae. Loài này được J.J. Amann mô tả khoa học đầu tiên năm 1930.